# 이홍내

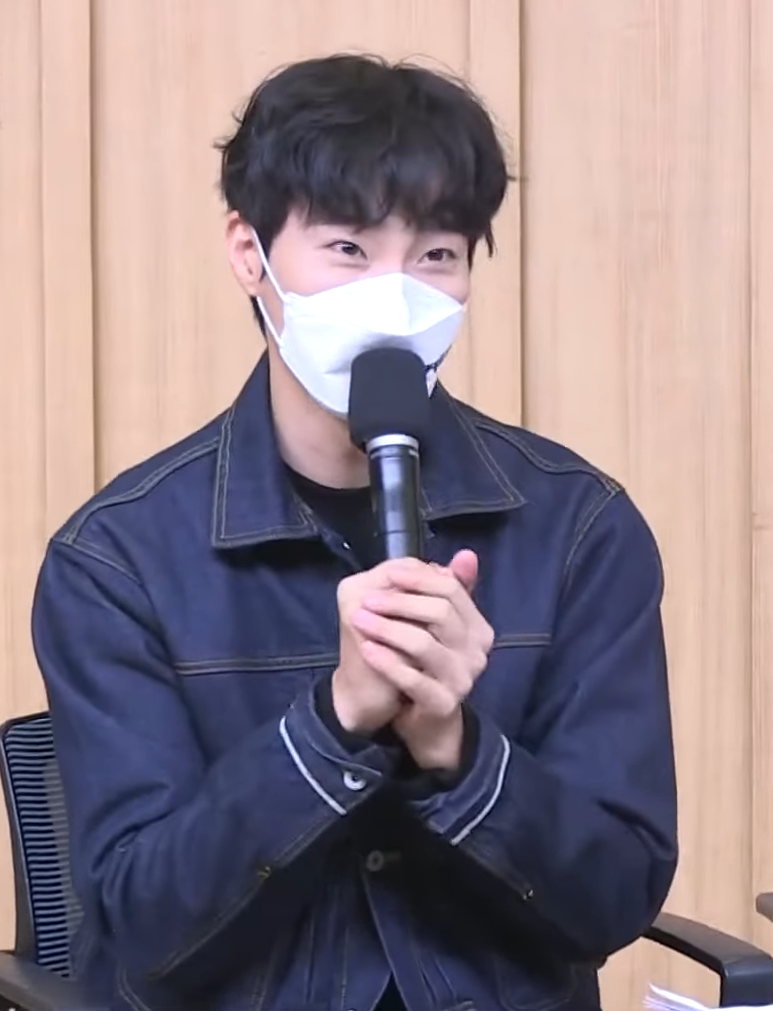

이홍내(1990년 1월 28일 ~ )는 대한민국의 배우이다.

## 학력
- 양산고등학교 (졸업)

## 출연

### 드라마
- 2017년: 《구해줘》(OCN)
- 2018년: 《제3의 매력》(JTBC)
- 2019년: 《유령을 잡아라》(tvN) - 구동만 역
- 2020년: 《더 킹 : 영원의 군주》(SBS) - 석호필 역
- 2020년 ~ 2021년: 《경이로운 소문》(OCN, tvN) - 지청신 역
- 2021년: 《구경이》(JTBC) - 건욱 역
- 2022년: 《O'PENing - 목소리를 구분하는 방법》 - 장도완 역
- 2023년: 《사막의 왕》(왓챠)
- 2023년: 《낭만닥터 김사부 3》(SBS) - 이선웅 역
- 2023년: 《경이로운 소문 2: 카운터 펀치》(tvN) - 지청신 역

### 영화
- 2014년: 《지옥화》 - 지석 역
- 2015년: 《살인재능》 - 연우 친구 역
- 2016년: 《위대한 소원》 - 조깅남 역
- 2018년: 《나를 기억해》 - 세정 친구 역
- 2018년: 《상류사회》 - 인턴 역
- 2018년: 《도어락》 - 경찰 역
- 2019년: 《타짜: 원 아이드 잭》 - 보디가드 역
- 2019년: 《판소리 복서》 - 체육관 코치 역
- 2019년: 《신의 한 수: 귀수편》 - 들개 역
- 2020년: 《침입자》 - 경찰관 역
- 2020년: 《국제수사》 - 패트릭 가드 역
- 2021년: 《메이드 인 루프탑》 - 지하늘 역 (본작의 메인 남주인공)
- 2021년: 《유체이탈자》 - 늑대 역
- 2022년: 《뜨거운 피》 - 아미 역(†)
- 2022년: 《늑대사냥》 - 피어싱 역(†) (특별출연)
- 2023년: 《카운트》 - 동수 역

### 방송
- 2021년: 《경이로운 귀환》(OCN, tvN)

## 수상 및 후보
| 연도 | 시상식                      | 부문                     | 작품              | 결과 |
| ---- | --------------------------- | ------------------------ | ----------------- | ---- |
| 2021 | 브랜드 고객충성도 대상      | 신스틸러 남자배우        | 경이로운 소문     | 수상 |
| 2021 | 제41회 한국영화평론가협회상 | 신인남우상               | 메이드 인 루프탑  | 수상 |
| 2022 | 제58회 백상예술대상         | 영화부문 남자 신인연기상 | 뜨거운 피         | 수상 |
| 2023 | SBS 연기대상                | 남자 신인상              | 낭만닥터 김사부 3 | 수상 |